# Mittelmark

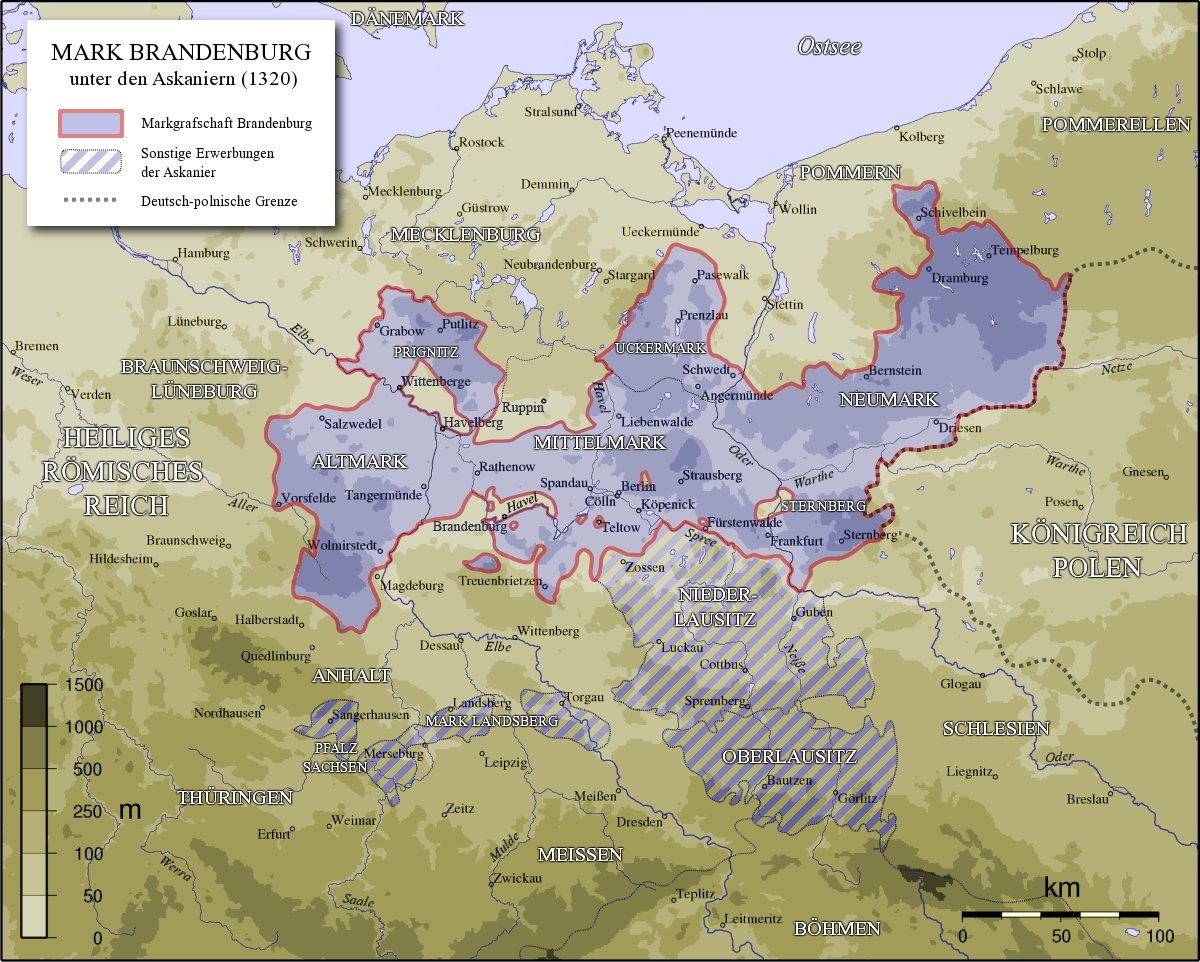
Mark Brandenburg unter den Askaniern (1320) mit der Mittelmark östlich der Altmark, südlich der Uckermark und westlich der Neumark

Die Mittelmark ist ein historischer geographischer Begriff, der sich auf das ursprüngliche Kerngebiet der Mark Brandenburg (etwa um 1417) bezieht. Der Name verweist vermutlich auf die Lage in der Mitte zwischen den beiden ehemals brandenburgischen Landschaften Altmark (westlich der Elbe) und Neumark (östlich der Oder).
Mittelmark war außerdem der Name einer 1713 eingerichteten Provinz der hohenzollernschen Gebiete (siehe Preußen), die jedoch nur kurze Zeit bestand.
Seit 1993 wird der Begriff für den Landkreis Potsdam-Mittelmark verwendet. Dieser umfasst jedoch nur einen kleinen Teil der eigentlichen Mittelmark, beinhaltet mit der Kreisstadt Bad Belzig, im südlichen Teil des Landkreises, jedoch auch ein Gebiet, das historisch nicht zur Mittelmark gehört. Bis zum Wiener Kongress im Jahre 1815 war dieses ein Teil von Sachsen.